# تاإيرا شيجي
تاإيرا شيجي (باليابانية: 茂 平) (مواليد 9 أبريل 1993)، هو لاعب كرة قدم ياباني كان يلعب كلاعب وسط.

## وصلات خارجية
- تاإيرا شيجي على موقع رابطة كرة القدم اليابانية للمحترفين (اليابانية)
- تاإيرا شيجي على موقع قاعدة بيانات كرة القدم.إي يو (الإنجليزية)
- تاإيرا شيجي على موقع Soccerway.com (الإنجليزية)
- تاإيرا شيجي على موقع عالم كرة القدم.نت (الإنجليزية)